# Heptarquia anglosaxona

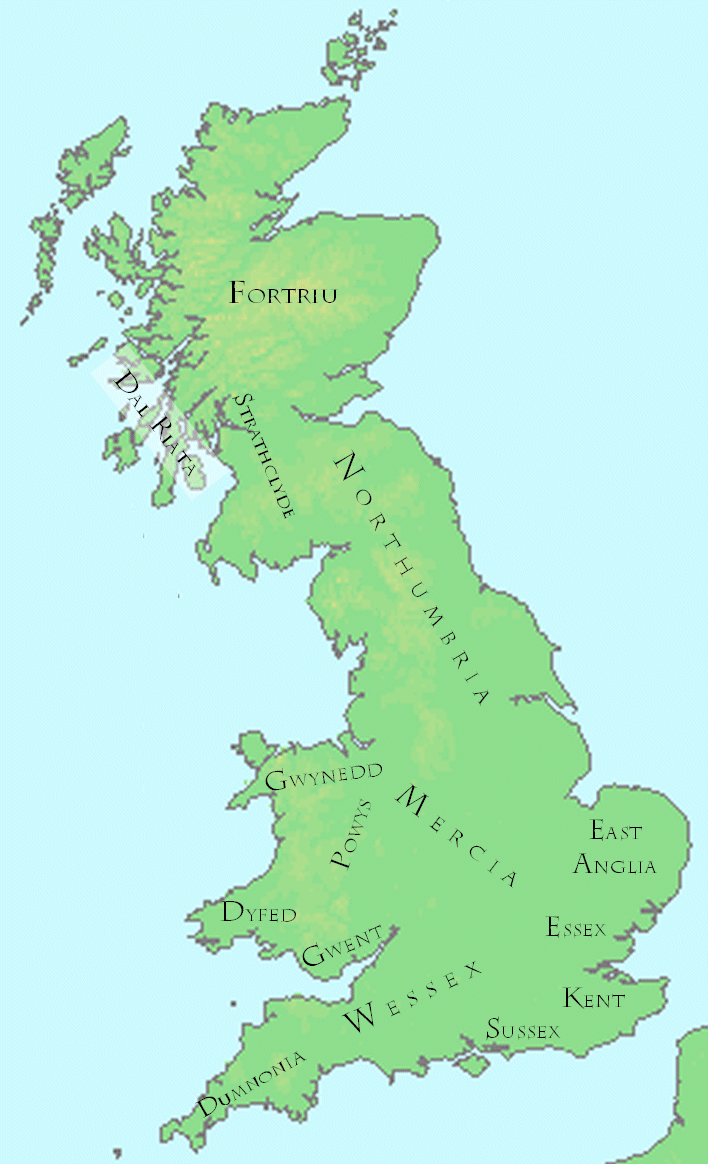
Localització dels principals regnes de l'illa de la Gran Bretanya vers l'any 800

L'Heptarquia anglosaxona (del grec επτά, hepta, 'set', i αρχία, arkhia, 'poder', 'autoritat') és el nom donat al període de la història britànica comprès entre els anys 475 i 827, caracteritzat per l'existència d'un conjunt de set regnes establerts pels pobles angles, saxons i juts que des del segle v van envair la part meridional de l'illa de la Gran Bretanya, quan ja feia gairebé 70 anys que aquest territori havia estat abandonat per les legions romanes.
Els anglosaxons van anomenar els territoris conquistats Angleland, és a dir, 'Terra dels angles', d'on deriva el nom d'Anglaterra (England en anglès).

## Regnes

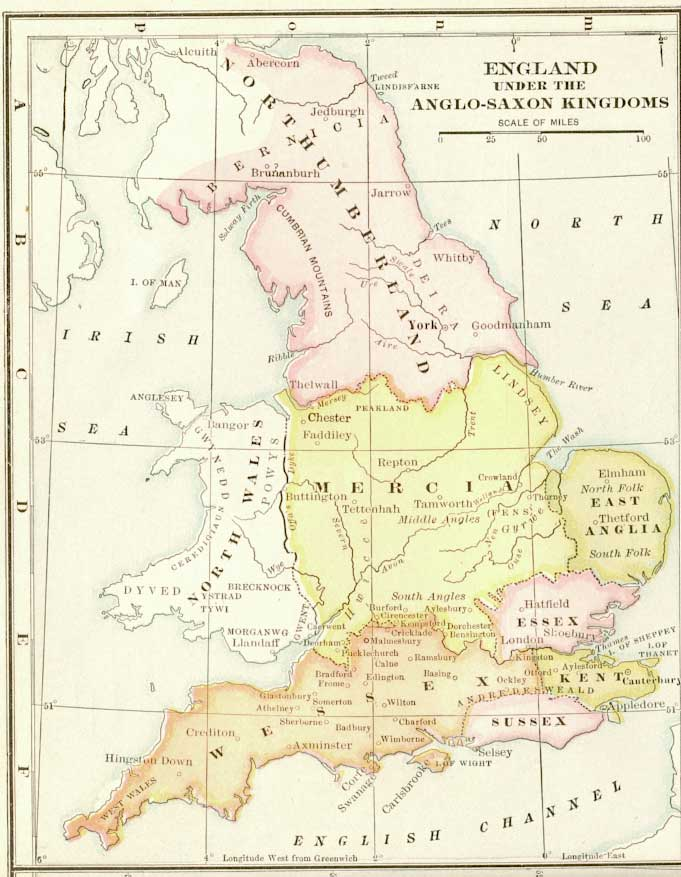
Els set regnes anglosaxons

Els set regnes n'eren Kent, Sussex, Wessex, Essex, Northúmbria, Ànglia oriental i Mèrcia.
Aquests regnes es van unir o van lluitar entre si alternativament, i de vegades el monarca d'un en legitimava la seva hegemonia sobre els altres adjudicant-se el títol de Bretwalda, o 'rei dels britànics'. Poc després de començar a sofrir invasions dels vikings a la fi del segle viii, el conjunt d'aquests territoris es va integrar al Regne d'Anglaterra l'any 827 arran de les conquestes d'Egbert de Wessex.

## Història del concepte
El concepte va ser encunyat al segle xii per l'historiador anglès Henry de Huntingdon, i s'usa de manera habitual des del segle xvi. El terme es considera imprecís en l'actualitat, ja que en realitat hi havia més de set regnes en aquell període històric, a més del fet que alguns estats de l'època, menys coneguts i amb una categoria inferior a la de regne, van tenir un paper tant o més important que alguns dels integrants de l'Heptarquia.